# IJzer
L'IJzer (en francès Yser) és un riu curt i l'únic del territori belga que aboca al Mar del Nord. És format per dos rierols a Buisscheure i Lederzele a Flandes francès.
Desemboca al mar del Nord a la ciutat de Nieuwpoort, un centre balneari i un port de navegació de peix i de plaer. Una part és navegable, però avui no té gaire importància pel transport.

## Etimologia
El seu nom deriva d'un nom comú (frisó of fràncic) 'i' o 'is' que significa i que és etimològicament aparentat amb ‘aigua’. Aquest arrel es troba en molts topònims i noms de rius: l'Isar (Alemanya), l'Eijserbeek, Isebek, el riu Aa, l'IJ (estany) i al nom comú neerlandès per illa ‘eiland' (anglès ‘island') o sia ‘terra envoltada d'aigua’. Tot i ser homònims amb la pronuncia francesa, el riu Isère a França té probablement una altra etimologia. En neerlandès, el nom del riu s'escriu amb el dígraf IJ que es pronuncia més o menys com «ei».

## Història
L'IJzer va ser escenari d'una de les batalles més importants de la Primera Guerra Mundial (vegeu Batalla de l'IJzer). L'exèrcit belga va poder resistir gràcies a la inundació d'una part de la plana de l'IJzer, després d'un sabotatge de les rescloses a la desembocadura que reglaven l'evacuació de l'aigua durant la baixamar. Karel Cogge i Hendrik Geeraert, actors d'aquesta operació, són considerats com herois nacionals. Centenars de milers de soldats (belgues, francesos, anglesos, alemanys…) van morir en aquestes batalles ferotges. Desenes de monuments commemoren aquesta batalla, dos dels més coneguts són el 'Dodengang' (Passadís de la mort) i l'IJzertoren (Torre de l'IJzer) ambdós a Diksmuide.

## Galeria

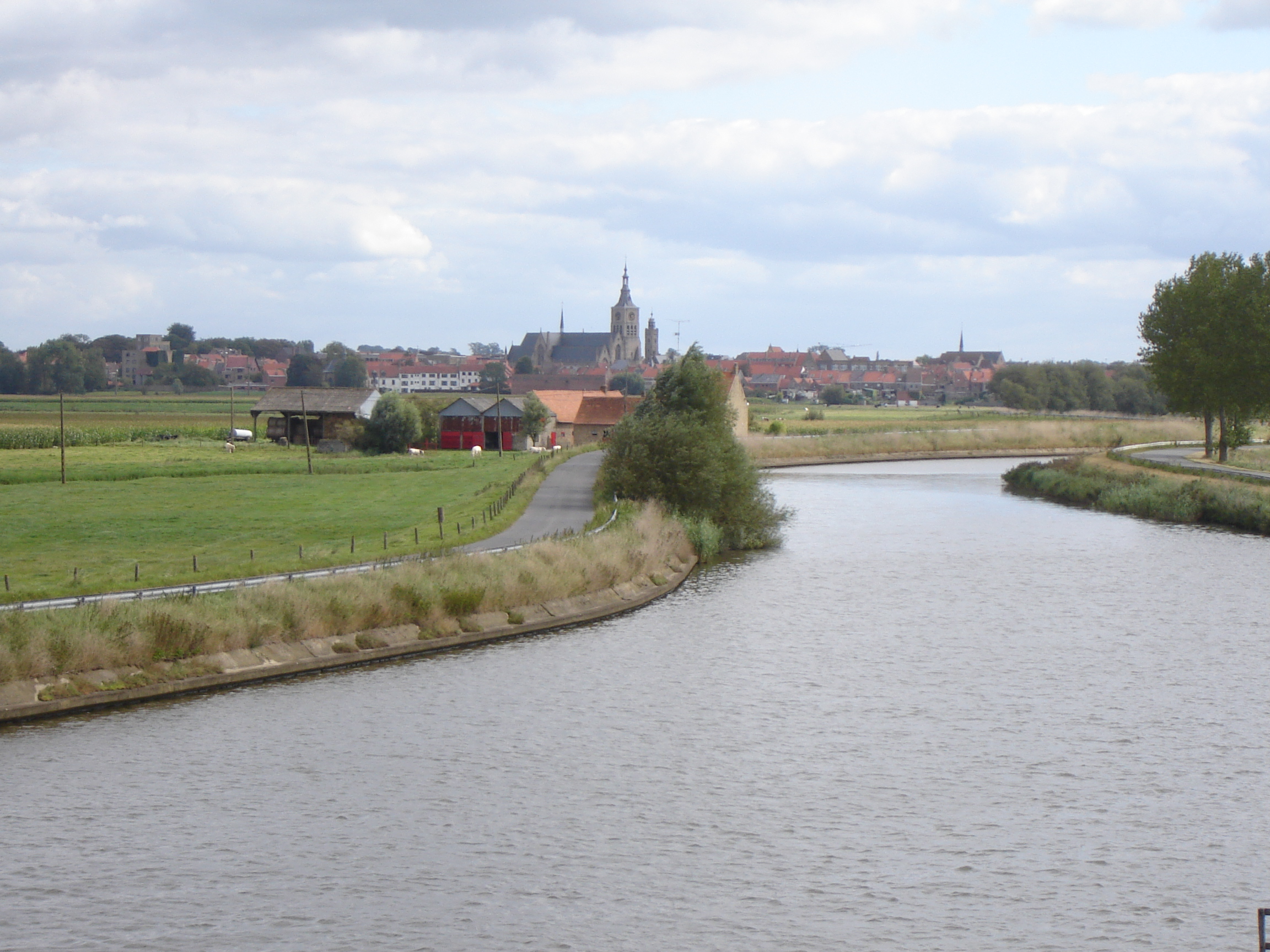
L'IJzer a Diksmuide
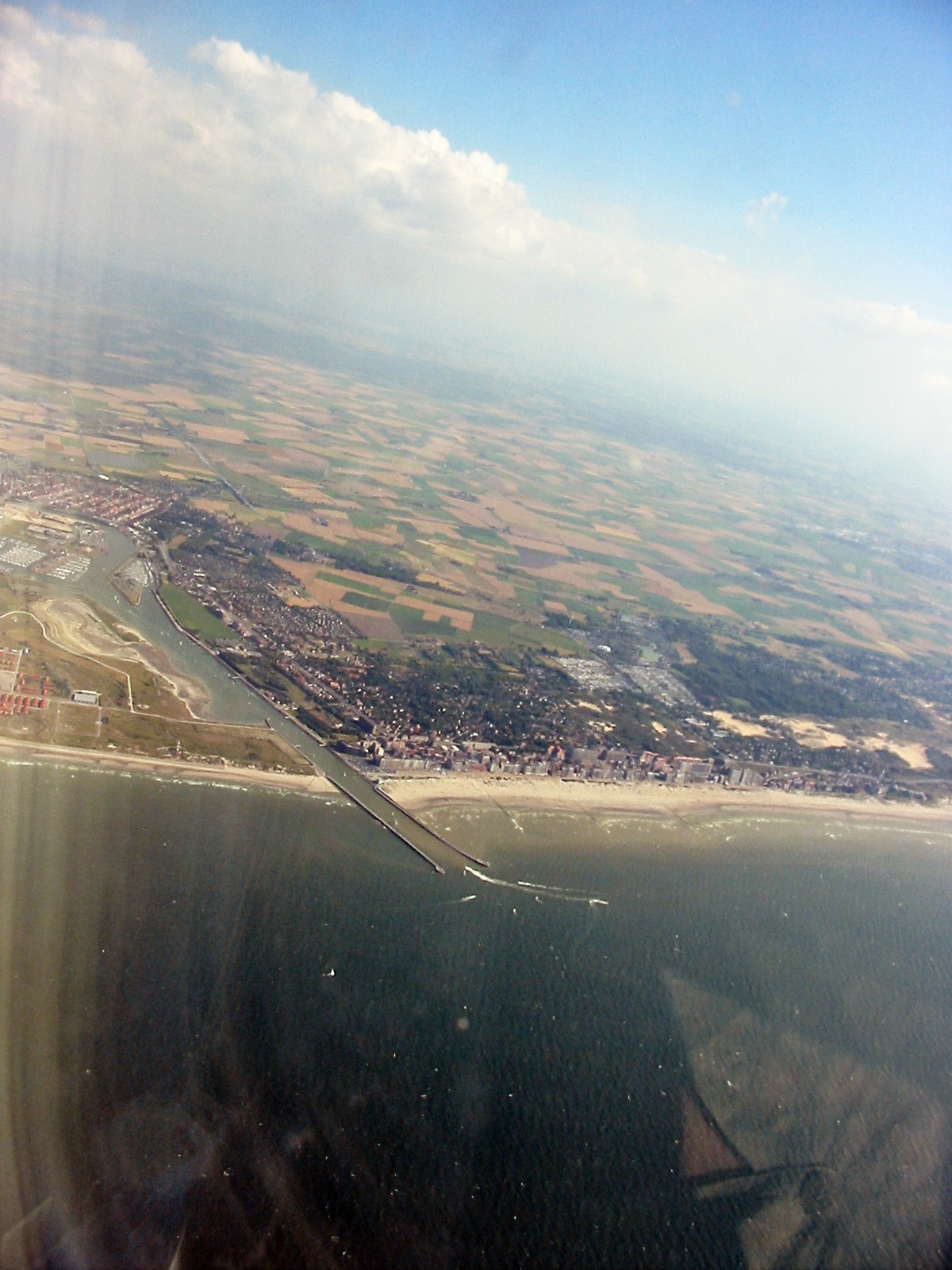
Vista aèria de l'embocadura de l'IJzer
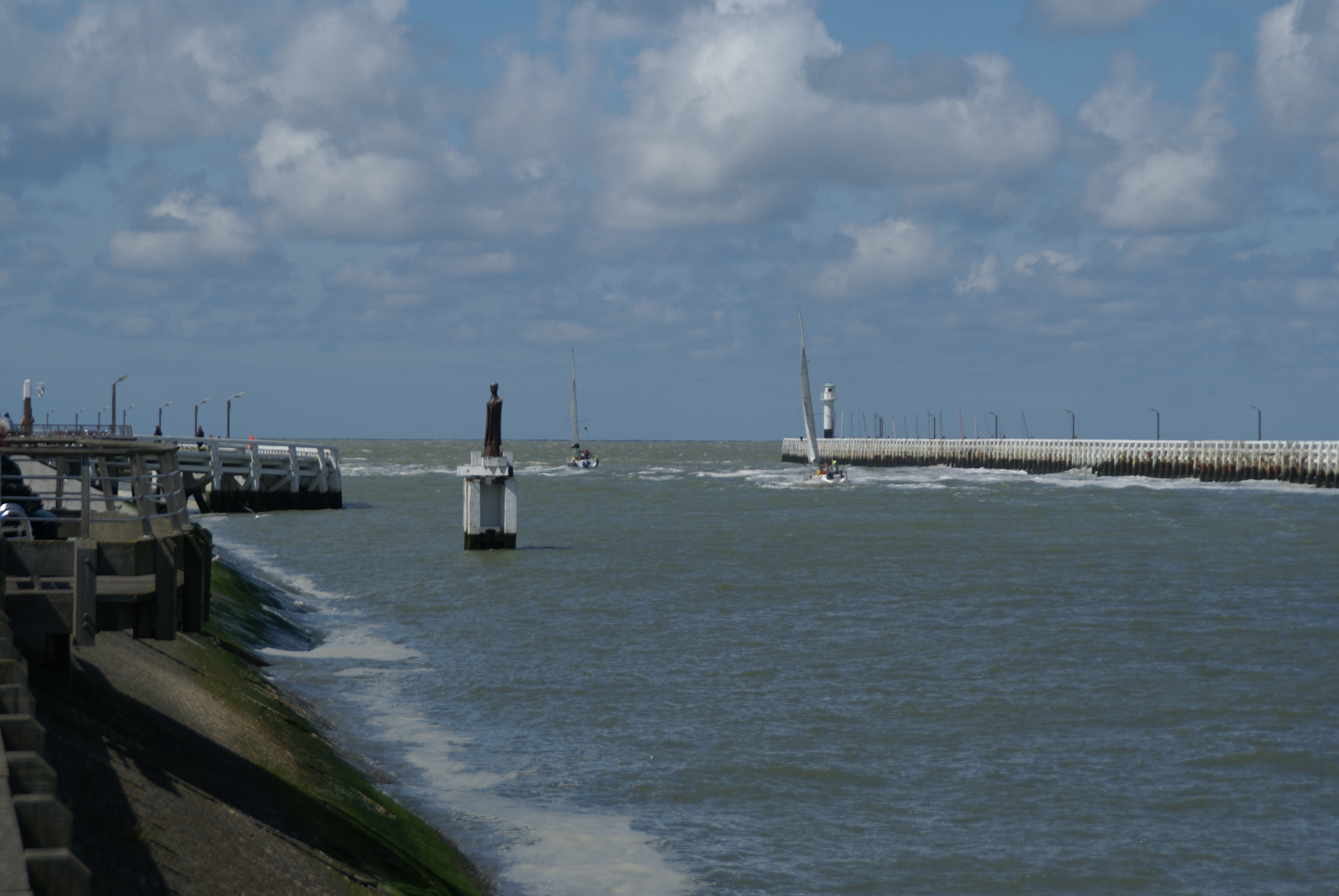
Embocadura de l'IJzer i escultura de Fernand Vanderplancke

## Afluents
- Pel marge esquerre
  - Zwijnebeek (Zwyne Becque)

- Pel marge dret
  - Penebeek (Peene Becque)
  - Vuilebeek (Sale Becque)
  - El rierol d'Herzeele
  - L'Ieperlee

- Canals
  - Canal Ieper-IJzer d'Ieper a Knokkebrug
  - Lovaart de l'Yser a Veurne